# Югув
Югув (пол. Jugów, нім. Hausdorf) — село в Польщі, у гміні Нова Руда Клодзького повіту Нижньосілезького воєводства.
Населення — 3037 осіб (2011).
У 1975-1998 роках село належало до Валбжиського воєводства.

## Демографія
Демографічна структура станом на 31 березня 2011 року:
|          | Загалом | Допрацездатний вік | Працездатний вік | Постпрацездатний вік |
| -------- | ------- | ------------------ | ---------------- | -------------------- |
| Чоловіки | 1487    | 262                | 1053             | 172                  |
| Жінки    | 1550    | 264                | 904              | 382                  |
| Разом    | 3037    | 526                | 1957             | 554                  |